# Communauté de communes des Deux Rives (Tarn-et-Garonne)
Pour les articles homonymes, voir Communauté de communes des Deux Rives.
La communauté de communes des Deux Rives est une communauté de communes française, située dans les départements de Tarn-et-Garonne, de Lot-et-Garonne et du Gers dans les régions Occitanie et Nouvelle-Aquitaine.

## Historique
Le district des Deux Rives créée en 1984 est devenue le 24 décembre 2001 communauté de Communes des Deux Rives. Née de la volonté des élus de gérer ensemble les conséquences du chantier de Golfech, elle a pour objectif de traiter conjointement des domaines essentiels au développement de ce bassin de vie (éducation, économie, équipement, assainissement, etc.,) tout en respectant l’indépendance des communes, responsables de leurs choix d’investissements.
Elle est membre du Pôle d'équilibre territorial et rural Garonne-Quercy-Gascogne depuis 2017.

## Territoire communautaire

### Géographie
Située à l'ouest  du département de Tarn-et-Garonne, la communauté de communes des Deux Rives (Tarn-et-Garonne) regroupe 28 communes et présente une superficie de 343,3 km2.

### Composition

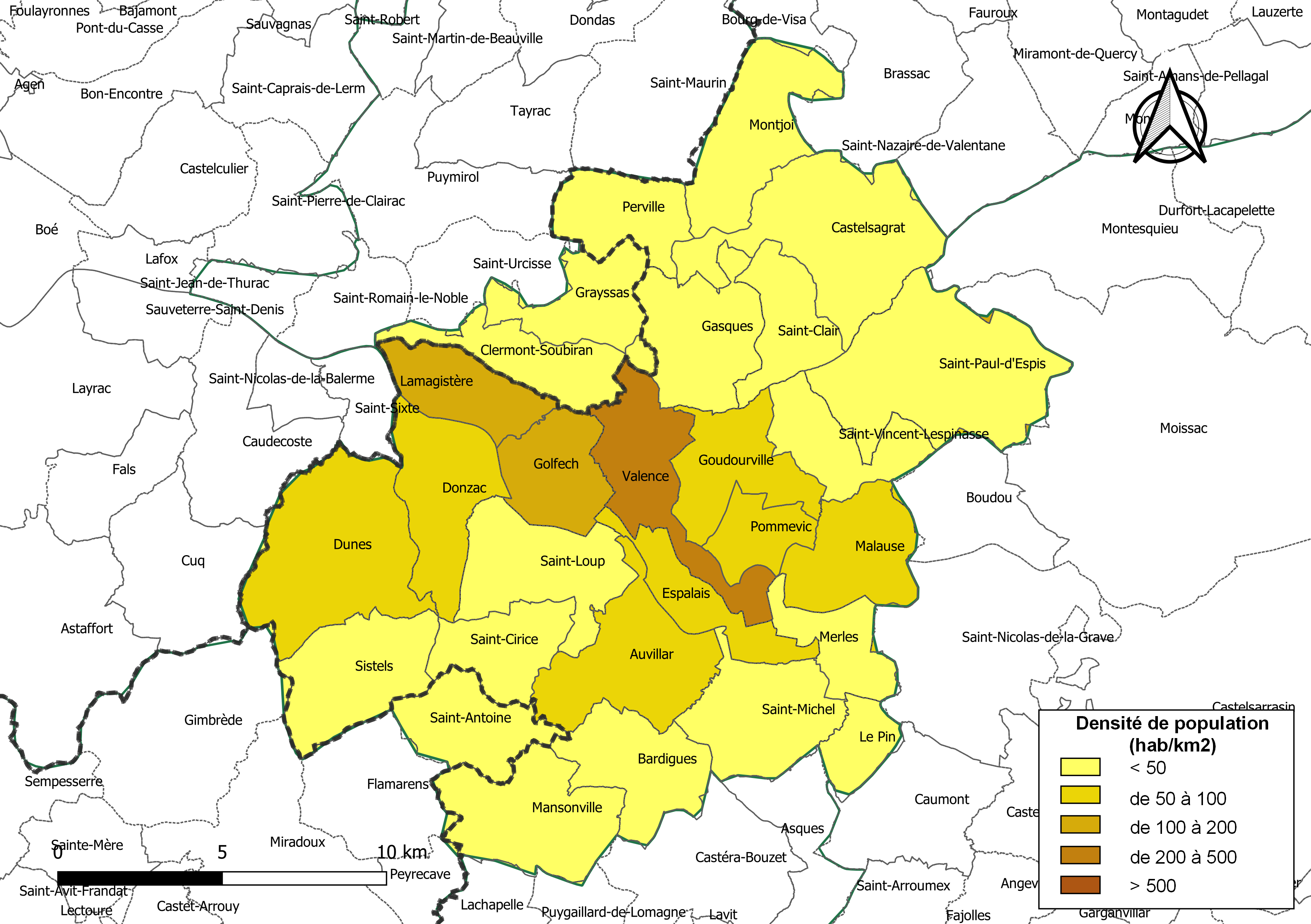
Carte des densités de population (millésimée 2016) des communes de la communauté de communes des Deux Rives (Tarn-et-Garonne). Composition en communes au 1er janvier 2019.

La communauté de communes est composée des 28 communes suivantes :

| Nom                      | Code Insee | Gentilé         | Superficie (km2) | Population (dernière pop. légale) | Densité (hab./km2) |
| ------------------------ | ---------- | --------------- | ---------------- | --------------------------------- | ------------------ |
| Valence (siège)          | 82186      | Valenciens      | 13,44            | 5 287 (2022)                      | 393                |
| Auvillar                 | 82008      | Auvillarais     | 15,6             | 909 (2022)                        | 58                 |
| Bardigues                | 82010      | Bardiguais      | 11,67            | 239 (2022)                        | 20                 |
| Castelsagrat             | 82032      | Castelsagratois | 22,5             | 540 (2022)                        | 24                 |
| Clermont-Soubiran        | 47067      | Clermontois     | 10,39            | 405 (2022)                        | 39                 |
| Donzac                   | 82049      | Donzacais       | 13,17            | 1 039 (2022)                      | 79                 |
| Dunes                    | 82050      | Dunois          | 23,19            | 1 218 (2022)                      | 53                 |
| Espalais                 | 82054      | Espalaisiens    | 7,87             | 380 (2022)                        | 48                 |
| Gasques                  | 82065      | Gasquais        | 13,43            | 406 (2022)                        | 30                 |
| Golfech                  | 82072      | Golféchois      | 9,72             | 1 010 (2022)                      | 104                |
| Goudourville             | 82073      | Goudourvillois  | 11,27            | 970 (2022)                        | 86                 |
| Grayssas                 | 47113      |                 | 9,37             | 147 (2022)                        | 16                 |
| Lamagistère              | 82089      | Magistériens    | 9,1              | 1 213 (2022)                      | 133                |
| Malause                  | 82101      | Malausois       | 11,9             | 1 245 (2022)                      | 105                |
| Mansonville              | 82102      | Mansonvillois   | 15,45            | 310 (2022)                        | 20                 |
| Merles                   | 82109      | Merlois         | 7,02             | 201 (2022)                        | 29                 |
| Montjoi                  | 82130      | Montjoviens     | 14,67            | 171 (2022)                        | 12                 |
| Perville                 | 82138      | Pervillois      | 9,27             | 169 (2022)                        | 18                 |
| Le Pin                   | 82139      | Pinois          | 4,71             | 115 (2022)                        | 24                 |
| Pommevic                 | 82141      | Pommevicois     | 5,75             | 580 (2022)                        | 101                |
| Saint-Antoine            | 32358      | Saint-Antonins  | 9,8              | 192 (2022)                        | 20                 |
| Saint-Cirice             | 82158      | Saint-Ciriçois  | 8,92             | 148 (2022)                        | 17                 |
| Saint-Clair              | 82160      | Saint-Clairois  | 8,35             | 258 (2022)                        | 31                 |
| Saint-Loup               | 82165      | Saint-Clairois  | 14,21            | 535 (2022)                        | 38                 |
| Saint-Michel             | 82166      | Saint-Micheloi  | 13,41            | 274 (2022)                        | 20                 |
| Saint-Paul-d'Espis       | 82170      | Saint-Paulais   | 26,07            | 561 (2022)                        | 22                 |
| Saint-Vincent-Lespinasse | 82175      | Saint-Vincenois | 9,44             | 285 (2022)                        | 30                 |
| Sistels                  | 82181      | Sistelois       | 13,57            | 206 (2022)                        | 15                 |

### Démographie
| 1968   | 1975   | 1982   | 1990   | 1999   | 2010   | 2015   | 2021   |
| ------ | ------ | ------ | ------ | ------ | ------ | ------ | ------ |
| 14 714 | 14 089 | 14 588 | 16 282 | 16 248 | 18 432 | 18 749 | 18 899 |

## Liste des Présidents successifs
| Période                                  | Période  | Identité           | Étiquette | Qualité |
| ---------------------------------------- | -------- | ------------------ | --------- | --- |
| 2002                                     | En cours | Jean-Michel Baylet | PRG       | Maire de Valence d'Agen (1977-2001 et depuis 2020) Conseiller général puis départemental du canton de Valence (depuis 1985) Ancien adjoint au maire de Montjoi (2008-2020) Ancien président du conseil général de Tarn-et-Garonne (1985-2015) |
| Les données manquantes sont à compléter. |          |                    |           | |

## Compétences
La Communauté exerce les compétences suivantes :
- Le social par le biais du Centre Intercommunal d’Action Social (CIAS) : Les aides ménagères, Les transports pour les personnes handicapées, L’accompagnement scolaire, L’accueil de jour Balivernes (foyer pour personnes autonomes de plus de 60 ans), Le portage de repas à domicile, Le centre local d’information et de coordination gérontologique (CLIC), Aides financières aux plus démunis, Dossiers d’accès aux droits (CMU, RMI...), Aide à domicile aux personnes âgées et handicapées

- La voirie : 500 km de voirie sont pris en charge directement par la Communauté

- Les bâtiments communautaires : Les écoles de la Communauté (20 écoles dont 3 regroupements scolaires), Le bâtiment de la Communauté de Communes, Le boulodrome, La cuisine des Deux Rives, La crèche, La halte-garderie et le relais assistante maternelle, L’établissement Baliverne

- Les loisirs : Centre de vacances et de loisirs de Gâches, Piscines d’été et d’hiver, L’école de musique

- La gestion des services à la population : Les services de la petite enfance, Les sports (piscines, Cosec, squash...), Les intervenants scolaires (sport, musique, informatique, langues), La culture, L’environnement : déchetteries pour particuliers et professionnels, les sentiers de randonnée, l’entretien des cours d’eau L’urbanisme : instruction des dossiers, service public d’assainissement non collectif, schéma de cohérence territorial

- Les missions économiques : Le développement local (Opération de modernisation du commerce et de l’artisanat, zones d’activités...), Le tourisme L’agriculture (ADADRI).